# Омодт, Хьетиль Андре
Хьетиль Андре Омодт (норв. Kjetil André Aamodt, род. 2 сентября 1971 года в Осло, Норвегия) — норвежский горнолыжник, 4-кратный олимпийский чемпион, единственный обладатель 8 олимпийских медалей и 12 наград чемпионатов мира среди горнолыжников. Лучший спортсмен года в Норвегии в 2006 году. В настоящее время является послом ЮНИСЕФ.
Омодт принимал участие в пяти зимних Олимпийских играх: Альбервиль 1992, Лиллехаммер 1994, Нагано 1998, Солт-Лейк-Сити 2002 и Турин 2006. Омодт является первым и единственным в мире горнолыжником — 4-кратным олимпийским чемпионом (среди женщин подобного удалось достичь Янице Костелич).

## Биография
Хьетиль Андре Омодт родился и вырос в Осло. Его отец, Финн Даг, является известным в Норвегии лыжным инструктором, под его руководством Четиль Андре уже в семь лет хорошо катался на лыжах. В детстве он был поклонником шведского лыжника Ингемара Стенмарка. Помимо горных лыж Омодт в детстве занимался многими видами спорта, продолжает играть в гольф, футбол и хоккей. Другом детства Омодта является другой известный норвежский лыжник, Лассе Кьюс, с которым они на протяжении 10 лет были соседями по комнате, занимались в одной лыжной школе и много раз соревновались на самом высоком уровне.
Первый успех пришёл к Омодту в 1990 году, когда он выиграл чемпионат мира среди юниоров. На дебютном для него Кубке мира 1989/1990 годов Омодт занял 34-е место и с тех пор ежегодно улучшал свой результат, пока в 22 года не завоевал золотую медаль Кубка мира.
В 1992 году за 3 месяца до начала зимних Олимпийских игр во французском Альбервиле Омодт попал в больницу с диагнозом мононуклеоз. Но, пробыв в больнице всего месяц, он вышел на соревнования и завоевал первое золото для Норвегии в супергиганте за 40 лет и бронзовую медаль в гигантском слаломе. В том же году он стал чемпионом мира в гигантском слаломе. В 1993 году Омодт выиграл золотые медали чемпионата мира в слаломе и гигантском слаломе, а также бронзу в комбинации.
В 1994 году норвежский Лиллехаммер принимал зимние Олимпийские игры, и Омодт выиграл две серебряные медали Игр, в скоростном спуске и гигантском слаломе, и бронзовую в супергиганте. В 1996 году он завоевал бронзовую медаль чемпионата мира в супергиганте, а через год стал чемпионом мира в комбинации, а также победил в зачете комбинации на Кубке мира и финишировал вторым в общем зачёте. Зимние Олимпийские игры 1998 года, проходившие в Нагано, оказались для Омодта провальными — он остался без медалей (лучший результат — пятое место в супергиганте).
Омодт реабилитировался за неудачу на чемпионате мира в 1999 году, выиграв комбинацию и завоевав бронзу в скоростном спуске. В 2001 году он вновь стал чемпионом мира в комбинации и серебряным призёром в гигантском слаломе. На Олимпийских играх 2002 года в Солт-Лейк-Сити 30-летний Омодт завоевал две золотые медали, в супергиганте и комбинации, тем самым доведя количество своих олимпийских медалей до рекордных семи. В 2003 году он установил ещё один рекорд, выиграв 12-ю медаль чемпионатов мира. Последний рекорд Омодта пришёлся на Олимпийские игры 2006 года, где он выиграл золотую медаль в супергиганте.
В январе 2007 года Омодт объявил о завершении спортивной карьеры.

## Достижения
На Олимпийских играх завоевал четыре золотые медали: в 1992 году — супергигант, в 2002 году — супергигант и комбинация, в 2006 году — супергигант. Двукратный серебряный призёр: в 1994 году — скоростной спуск и комбинация. Двукратный бронзовый призёр: в 1992 году — гигантский слалом, в 1994 году — супергигант.
Пятикратный чемпион мира: в 1993 году — слалом и слалом-гигант, в 1997, 1999 и 2001 году — комбинация. Обладатель наибольшего числа наград чемпионатов мира среди всех мужчин — у Омодта 12 медалей (5 золотых, 4 серебряных и 3 бронзовых). Омодт выигрывал как минимум одну медаль на 7 чемпионатах мира подряд (1991—2003). Кроме 12 медалей Омодт ещё 9 раз попадал в 10-ку лучших на чемпионатах мира.
Обладатель Кубка мира в общем зачёте 1993/94 года — первый норвежец, сумевший выиграть Кубок мира в общем зачёте. Серебряный призёр Кубка мира 1994/95, 1997/98, 1999/2000, 2000/2001, 2002/2003 годов.
Обладатель малого Кубка мира в слаломе — 1999/2000, гигантском слаломе — 1992/1993, супергиганте — 1992/1993 годов.

## Результаты на крупнейших соревнованиях

### Зимние Олимпийские игры
| Олимпийские игры    | Скоростной спуск | Супергигант | Гигантский слалом | Слалом | Комбинация |
| ------------------- | ---------------- | ----------- | ----------------- | ------ | ---------- |
| 1992 Альбервиль     | 26               | 1           | 3                 | DNF2   | —          |
| 1994 Лиллехаммер    | 2                | 3           | 12                | DNF2   | 2          |
| 1998 Нагано         | 13               | 5           | DNF1              | —      | DNF DH     |
| 2002 Солт-Лейк-Сити | 4                | 1           | 7                 | 6      | 1          |
| 2006 Турин          | 4                | 1           | —                 | —      | —          |

### Чемпионаты мира
| Чемпионат мира       | Скоростной спуск | Супергигант | Гигантский слалом | Слалом | Комбинация | Команды |
| -------------------- | ---------------- | ----------- | ----------------- | ------ | ---------- | ------- |
| 1991 Зальбах         | —                | 2           | —                 | 12     | —          | н/д     |
| 1993 Мориока         | —                | н/д         | 1                 | 1      | 2          | н/д     |
| 1996 Сьерра-Невада   | 27               | 3           | 11                | 8      | 6          | н/д     |
| 1997 Сестриере       | 9                | 8           | 6                 | DNF2   | 1          | н/д     |
| 1999 Вейл/Бивер-Крик | 3                | 9           | DNF2              | 7      | 1          | н/д     |
| 2001 Санкт-Антон     | DNS              | 18          | 2                 | 7      | 1          | н/д     |
| 2003 Санкт-Мориц     | 2                | 5           | 24                | 9      | 3          | н/д     |
| 2005 Бормио          | 23               | 22          | —                 | 14     | DSQ        | —       |